# Psyllaephagus spongitus
Psyllaephagus spongitus är en stekelart som först beskrevs av Girault 1915.  Psyllaephagus spongitus ingår i släktet Psyllaephagus och familjen sköldlussteklar. Inga underarter finns listade i Catalogue of Life.